# 뉴조지아 해협

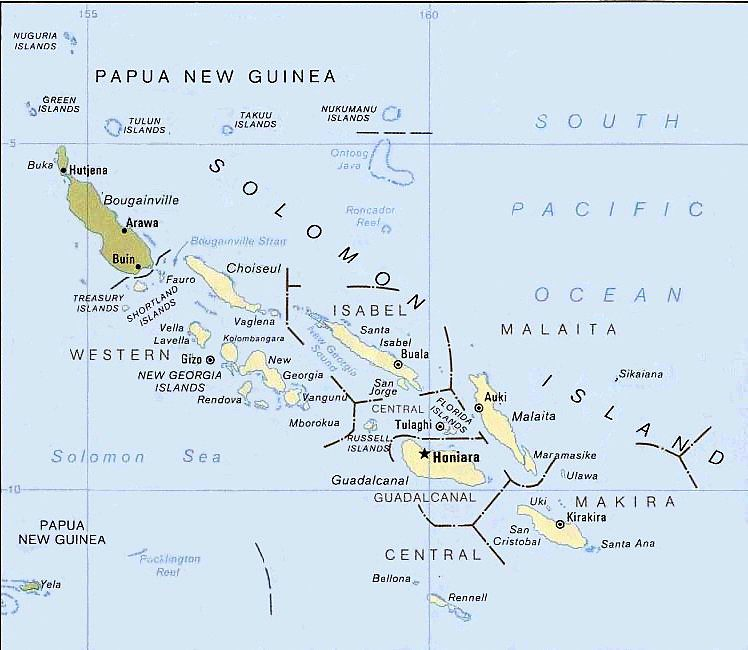
뉴조지아 해협

뉴조지아 해협(New Georgia Sound)은 태평양 솔로몬 제도에 위치한 해협으로, 북쪽으로는 슈아절섬과 산타이사벨섬, 플로리다 제도, 남쪽으로는 베야라베야섬과 콜롬방가라섬과 접하고 있고 뉴조지아섬과 러셀 제도, 서쪽으로는 부건빌섬, 동쪽으로는 과달카날섬과 접한다.

## 같이 보기
- 아이언바텀 해협
- 사보섬 해전